# نیکلاس انسپاچ
نیکلاس انسپاچ (انگلیسی: Niclas Anspach؛ زادهٔ ۲۲ ژوئیهٔ ۲۰۰۰) بازیکن فوتبال اهل آلمان است.